# Гомельское восстание
Гомельское восстание — восстание местного населения Гомеля и округи против оккупационых войск Германии и УНР.

## История
В начале июня 1918 года в Гомеле состоялся съезд повстанцев, в котором приняло участие 40 делегатов, выдвинутых волостными повстанкомами Гомельщины. Съезд принял решение о подготовке восстания на Гомельщине на 9 августа.
Оно должно было встать частью всеобщего восстания на Украине. Повстанцы южной Белоруссии также должны были присоединиться к этому восстанию.
9 августа в 12 км от Гомеля под откос был пущен поезд, везущий из Киева двух немецких генералов. Группу подрывников возглавлял анархист Моисеенко. Этот взрыв должен был послужить сигналом к восстанию. В местечке Горваль Речицкого уезда повстанцы взяли в плен вдвое превосходящий их по численности гарнизон из немецких солдат и солдат Армии УНР. Но в целом попытка восстания закончилась неудачно. Часть разгромленных партизан отступила с Гомельщины и влились в ряды повстанческой дивизии левого эсера Щорса.
18 декабря 1918 года объединённый подпольный Гомельский ревком, состоящий из анархистов, левых-эсеров, большевиков, совершил дерзкое вооруженное выступление. 60 плохо вооруженных повстанцев захватили почту, телеграф, банк, здание городской Думы. Их поддержало 30 переодетых красноармейцев Третьего полка Украинской Красной Армии под командой одесского матроса Чижикова. Был арестован командир добровольческих формирований генерал Н. И. Иванов и начальник сыскной полиции И. И. Пушкарев. Но в этот же день в Гомель из Мозыря прибыли части немецкой 47-й пехотной дивизии, которая подавила восстания и провела аресты повстанцев. Но вскоре арестованные были освобождены благодаря усилиям городской Директории УНР города Гомеля